# Königliches Hoftheater Dresden

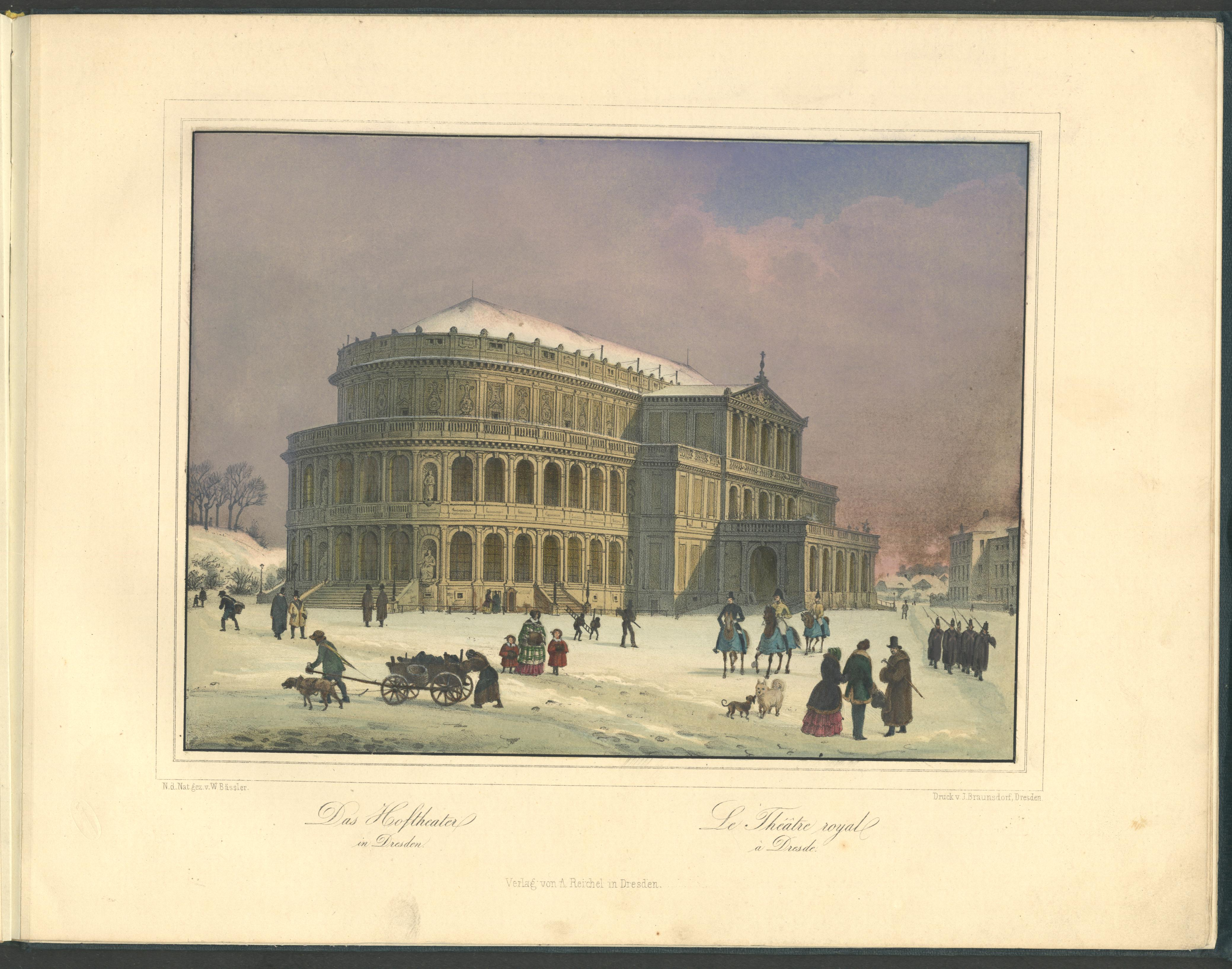
Gottfried Sempers erstes Hoftheater

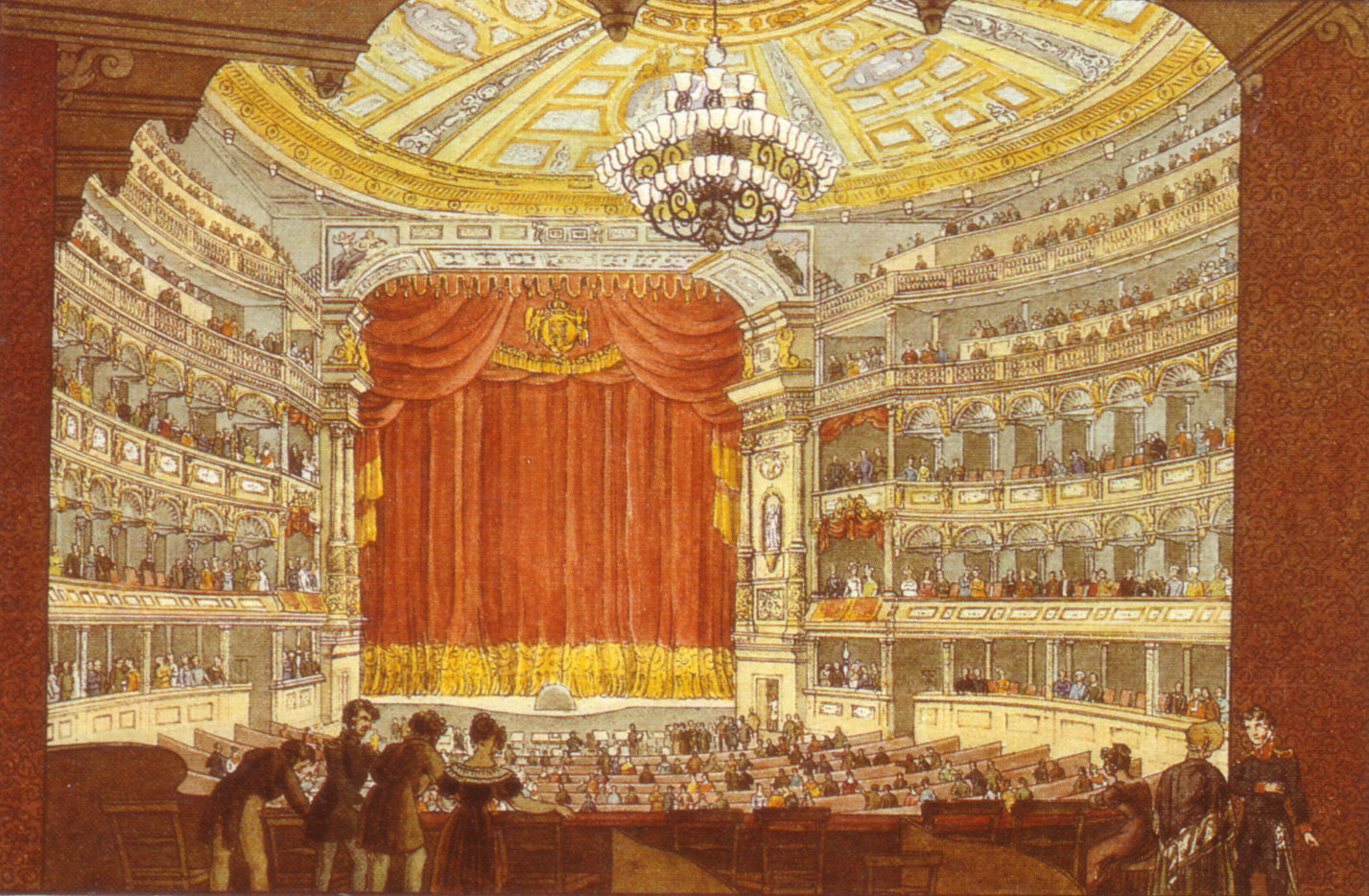
J. C. A. Richter: Sempers Hoftheater

Uraufführung von Wagners Rienzi (1842) im Königlichen Hoftheater in Dresden

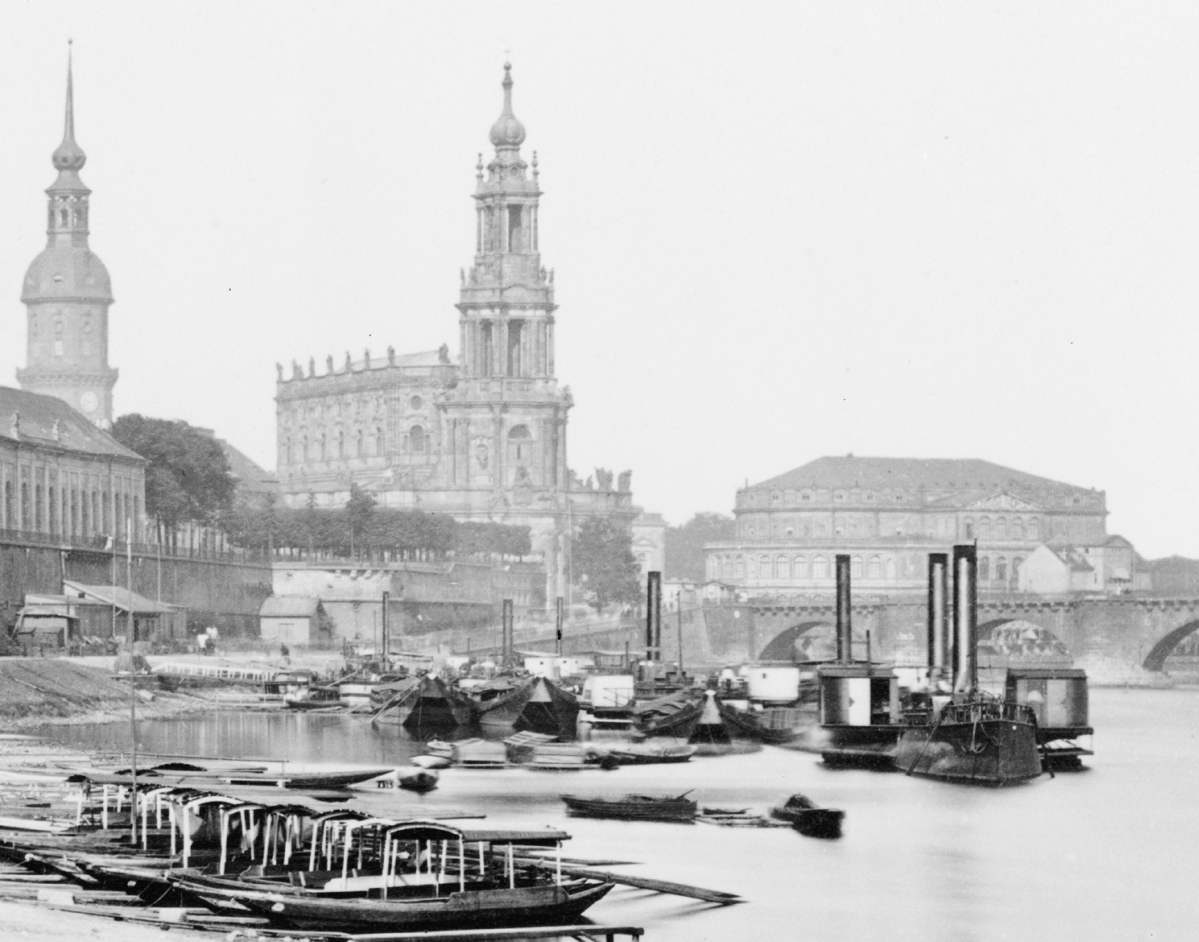
Blick auf die Brühlsche Terrasse um 1865, von links nach rechts: Brühlsche Galerie, Hausmannsturm, Brühlsche Bibliothek (verdeckt), Katholische Hofkirche, Sempergalerie (verdeckt), Königliches Hoftheater, davor die alte Augustusbrücke.

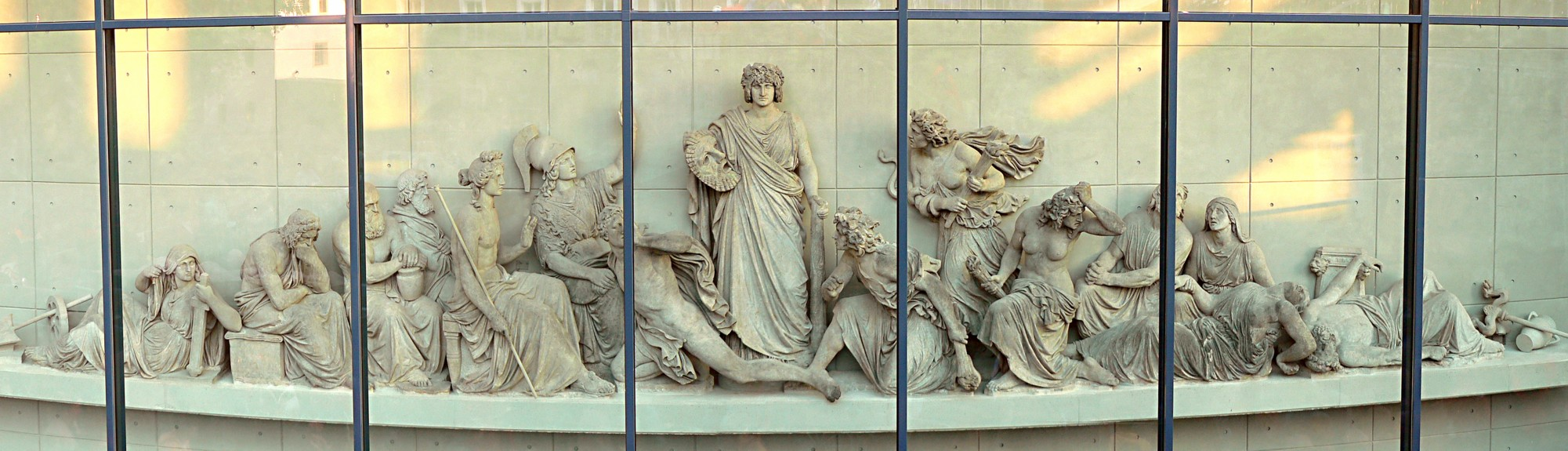
Der Rietschelgiebel war Teil des Fassadenschmucks des Hoftheaters und blieb auf der Ortenburg in Bautzen erhalten.

Das Königliche Hoftheater Dresden (auch Altes Hoftheater) war der Vorgängerbau der heutigen Semperoper, der zwischen 1841 und 1869 als Haus für Oper und Schauspiel in der königlich sächsischen Residenzstadt Dresden diente.

## Geschichte
Von 1838 bis 1841 errichtete der Architekt Gottfried Semper als Nachfolgebau des bisherigen Morettischen Hoftheaters ein repräsentatives Opernhaus, das neue Königliche Hoftheater. Er nahm den von Matthäus Daniel Pöppelmann erdachten Forumplan zur Grundlage seiner wohldurchdachten städtebaulichen Lösung. Die Eröffnung erfolgte am 12. April 1841 mit Carl Maria von Webers Jubelouvertüre und Johann Wolfgang von Goethes Drama Torquato Tasso.
In den folgenden Jahren war hier Richard Wagner Kapellmeister und brachte an diesem Haus, unter anderem mit Wilhelmine Schröder-Devrient und Joseph Tichatschek, verschiedene Uraufführungen seiner Musikdramen heraus: Rienzi, Der fliegende Holländer und Tannhäuser.
Der Rundbau in den Formen der italienischen Frührenaissance wurde als eines der schönsten europäischen Theater gerühmt. Der erste Theaterbau Sempers lag erheblich näher zum Schloss als sein heute noch bestehendes zweites Opernhaus; vor der Oper wurde 1840 der Vorläufer des heutigen Theaterplatzes angelegt.
Der angesehene Dresdner Uhrmacher Friedrich Gutkaes erhielt 1838 den Auftrag zur Konstruktion einer Uhr, die man aus allen Rängen gut ablesen können sollte. Diese Uhr aus der Kunstuhrenfabrik Gutkaes zählt heute zu den historisch bedeutsamsten ihrer Art.
Am 21. September 1869 wurde dieses Theatergebäude bei einem Brand auf Grund einer Unvorsichtigkeit bei Reparaturarbeiten völlig zerstört. Nach der Katastrophe wurde der Spielbetrieb einige Jahre lang in einem Interimstheater, der sogenannten „Bretterbude“, fortgesetzt. Unterdessen arbeitete Semper an neuen Bauplänen für das zweite Königliche Hoftheater, die heutige Dresdner Semperoper.
Der Dresdner Hofrat Wilhelm Lesky stellte auf seinem Villenanwesen in Kötzschenbroda Reste der abgebrannten ersten Semperoper als malerisches Ruinenarrangement auf. Diese Spolien sind heute nicht mehr erhalten. Erhalten blieb im Gegensatz dazu der sogenannte Rietschelgiebel, der heute am Burgtheater auf der Ortenburg in Bautzen zu sehen ist. Diese von Ernst Rietschel geschaffene Figurengruppe mit dem Titel „Allegorie der Tragödie“ war ursprünglich an der Nordwand des Dresdner Hoftheaters eingebaut, hatte aber beim Neubau des Opernhauses keine Verwendung mehr gefunden.

## Hofkapellmeister
An der Dresdner Hofoper jener Zeit wirkten bedeutende Dirigenten:
- Carl Gottlieb Reißiger (1798–1859)
- Richard Wagner (1813–1883)
- Ernst von Schuch (1846–1914)

## Sänger (Auswahl)
- Ludwig Schnorr von Carolsfeld
- Malvina Schnorr von Carolsfeld
- Georg Fritz Weiß

## Uraufführungen in diesem Haus (Auswahl)
- Richard Wagner: Rienzi, der letzte der Tribunen, 20. Oktober 1842
- Heinrich Marschner/Heribert Rau: Kaiser Adolph von Nassau, 5. Januar 1845
- Richard Wagner: Der fliegende Holländer, 2. Januar 1843
- Richard Wagner: Tannhäuser und der Sängerkrieg auf Wartburg, 19. Oktober 1845
- Carl Gottlieb Reißiger/Hans-Georg Kriete: Der Schiffbruch der Medusa, 16. August 1846
- Anton Rubinstein/Julius Rodenberg: Feramors, 24. Februar 1863

## Zur Einweihung 1841
Ida von Lüttichau, Gattin des Generalintendanten Wolf Adolf August von Lüttichau, berichtet in einem Brief:

„Das Theater  ist gar nicht mehr schön zu nennen, sondern vollendet: es ist nicht allein Pracht, Geschmack, Anmuth, sondern ein Total=Eindruck von etwas künstlerisch Großartigem, Vollkommenem, Erhabenem: so ist jedes Detail zum Ganzen gehörig, solche Harmonie in allen Theilen, solche völlige Durchdringung von Malerei, Architektur, Ausschmückung jeder Art, daß man gar nichts einzeln hervorheben kann.  So ist auch der Ton eben so mäßig und gedämpft als tönend, und mir ist auch nie solch ein richtiges Maaß des Klangs vorgekommen; auch die Beleuchtung ist zwar sehr glänzend, aber so vertheilt, daß der höchste Glanz der Decorationen nicht einzeln steht, oder blendend wirkt. Ist es nun diese Vollendung des Äußeren die gewissermaaaßen der geistigen Kunst des Schauspiels keinen Raum läßt und sie zu Boden drückt, ich habe nie ein Werk so todt machen sehen wie Tasso an diesem Abend. Der Rahmen ist doch, glaube ich, zu großartig für das Schauspiel; für die Oper eignen sich diese Räume mehr und füllt sie aus durch die Massen, anstatt daß der einzelne Künstler selten durch die Macht seines Genies bis an die Höhe seines Cothurns hinanreichen wird, und Alles was nicht in dieses Kunstwerk völlig mit einklingt gleich zu Boden fällt; daß das günstigste Einwirken aller Umstände hat zusammen kommen müssen, um diese Einheit hervorzubringen, hat etwas Wunderbares . . . Ein begabtes Genie, wie Semper, dessen Conception das großartige Ganze ist: praktische, erfahrene Maler, wie die französischen, ein poetischer Maler, wie Hübner, ein mechanisches Talent, wie Blochmann, und ein feines, edles Schönheitsgefühl, wie das meines Mannes (verbunden mit einer eisernen Energie und Kraft des Willens), was nicht sowohl im Intellectuellen beruht, als im Ordnungsgefühl, und im Ebenmaaß und der Harmonie, dies Alles mußte sich vereinigen, um gerade diese Gestaltung dem Ganzen zu geben, so daß es wohl das Glänzendste genannt werden kann, was unsere jetzige Zeit aufzuweisen hat. Daß mir diese Theaterfrage fast eine kirchliche war, kannst Du Dir denken, und eine so erhebende Stimmung kann nur wohlthätig einwirken. Lüttichau war wie immer edel und einfach, wo es auf Großes in Leid und Freud ankommt.“

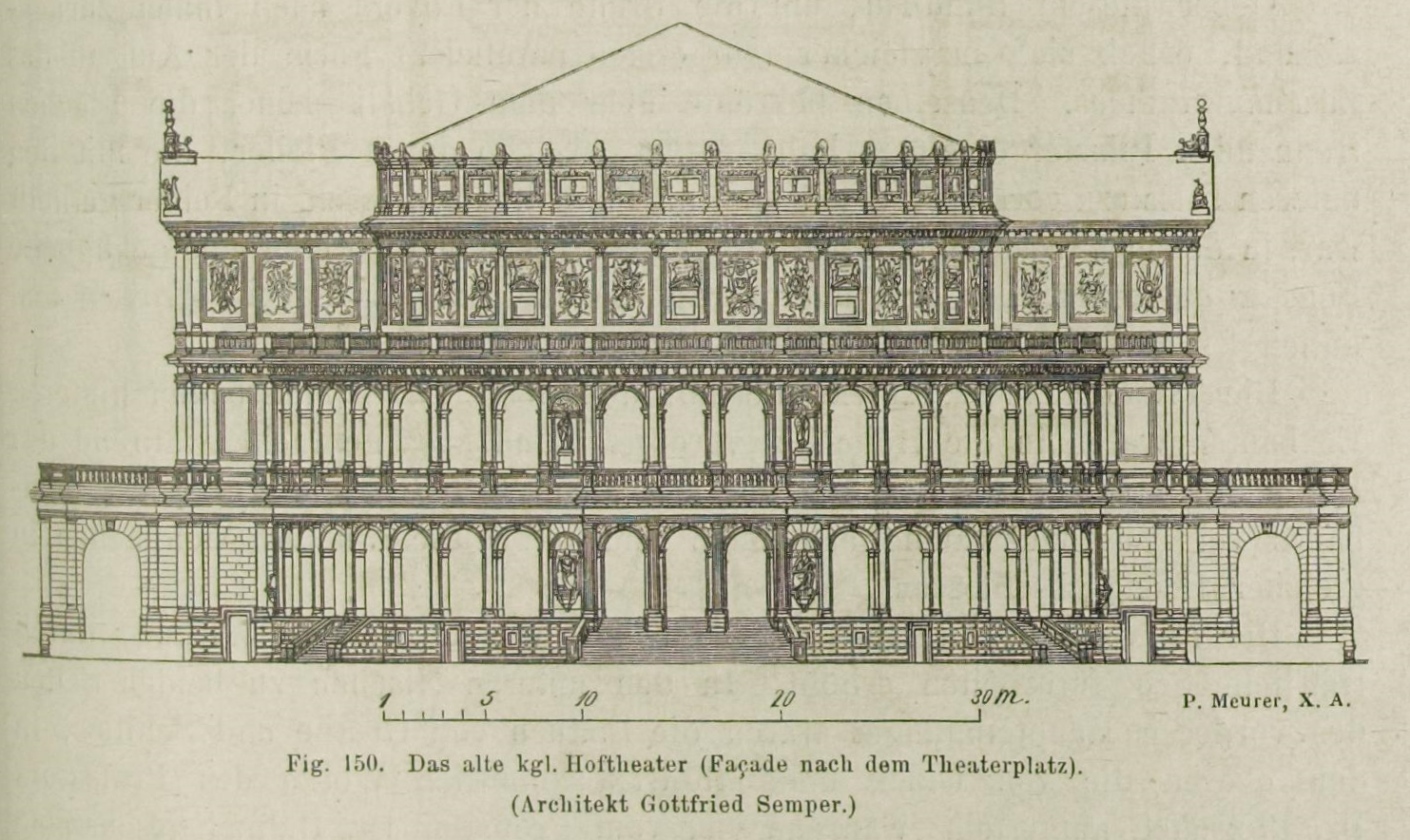
Fassade nach dem Theaterplatz
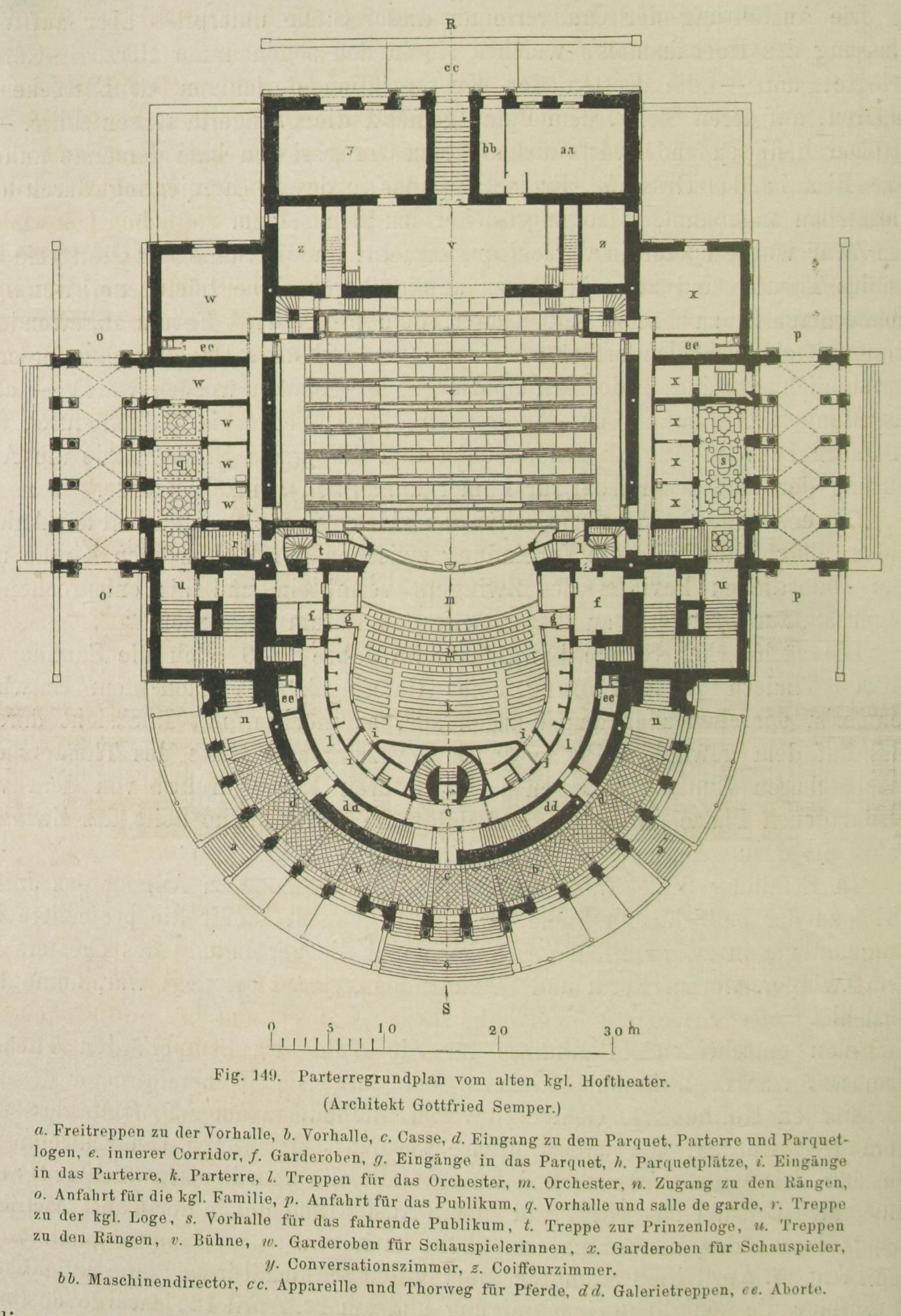
Grundriss
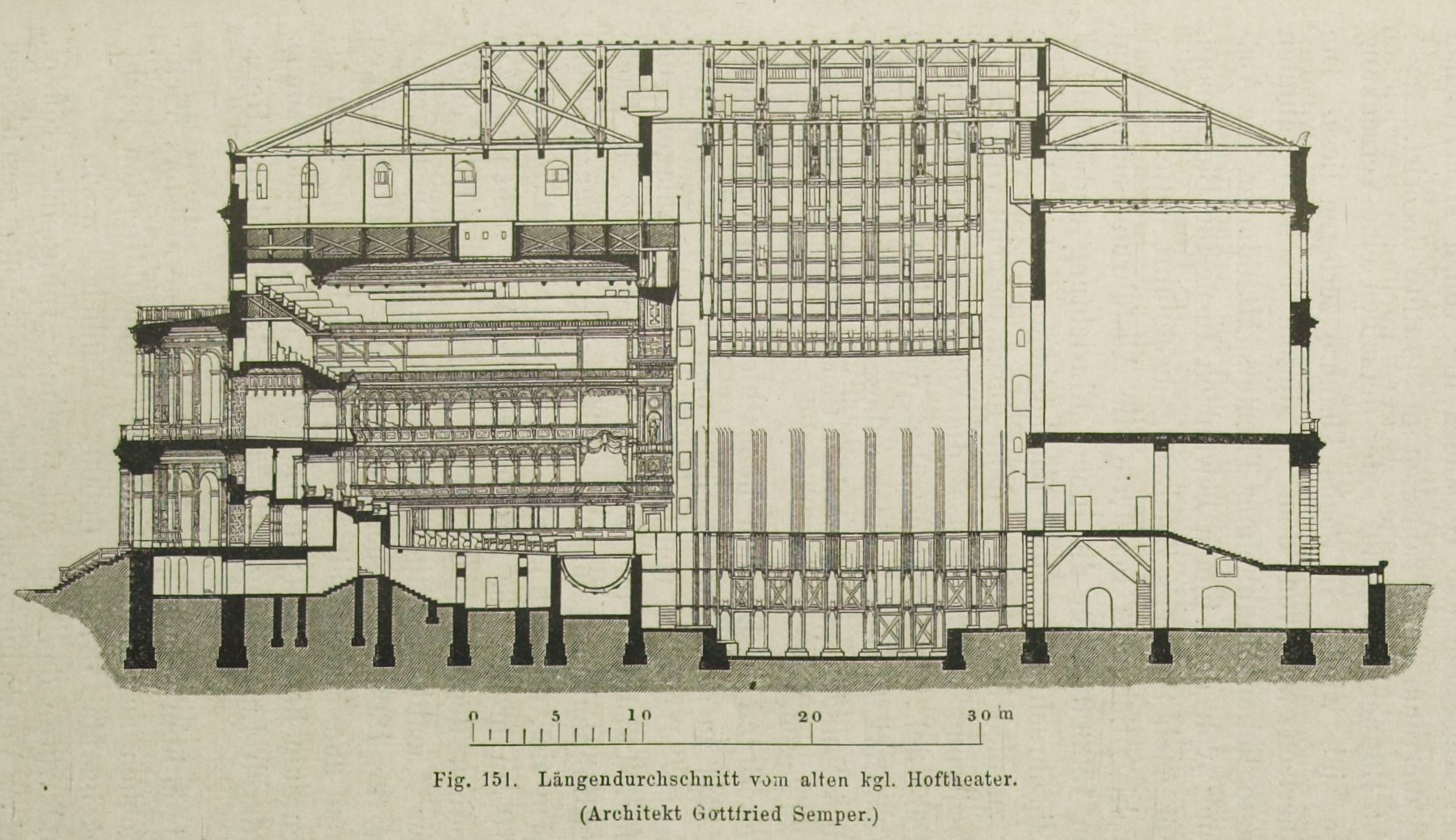
Längsschnitt